# Davis Cup 1924
In 1924 werd het toernooi om de Davis Cup voor de 19e keer gehouden. De Davis Cup is het meest prestigieuze tennistoernooi voor landen dat sinds 1900 elk jaar wordt georganiseerd.
De Verenigde Staten won voor de 8e keer de Davis Cup (destijds nog de International Lawn Tennis Challenge genoemd) door in de finale Australië met 5-0 te verslaan.
De deelnemers strijden in twee verschillende regionale zones tegen elkaar. De twee zonewinnaars spelen in het interzonaal toernooi tegen elkaar. De winnaar daarvan speelt tegen de regerend kampioen om de Davis Cup.

## Finale
Verenigde Staten -  Australië 5-0 (Philadelphia, Verenigde Staten, 11-13 september)

## Interzonaal Toernooi
Australië -  Frankrijk 3-2 (Boston, Verenigde Staten, 4-6 september)

## België
België speelt in de Europese zone.
| datum      | tegenstander        | uitslag | locatie | groep   | ronde    | winst/verlies |
| ---------- | ------------------- | ------- | ------- | ------- | -------- | ------------- |
| 14-05-1924 | Verenigd Koninkrijk | 2-3     | uit     | EUR udt | 1e ronde | v             |

België werd al in de eerste ronde uitgeschakeld en speelt ook volgend jaar in het regionale kwalificatietoernooi.

## Nederland
Nederland speelt in de Europese zone.
| datum      | tegenstander | uitslag | locatie | groep   | ronde    | winst/verlies |
| ---------- | ------------ | ------- | ------- | ------- | -------- | ------------- |
| 31-05-1924 | Brits-Indië  | 1-4     | thuis   | EUR udt | 2e ronde | v             |

Nederland werd al in de eerste ronde uitgeschakeld.
| niveau 1 | niveau 2 | niveau 3 | niveau 4 | niveau 5 |

Algemeen · Opzet · Finales · Winnaars 
 België ·  Nederland ·  Aruba ·  Nederlandse Antillen 

1900 · 1901 · 1902 · 1903 · 1904 · 1905 · 1906 · 1907 · 1908 · 1909 · 1910 · 1911 · 1912 · 1913 · 1914 · 1915 · 1916 · 1917 · 1918 · 1919 · 1920 · 1921 · 1922 · 1923 · 1924 · 1925 · 1926 · 1927 · 1928 · 1929 · 1930 · 1931 · 1932 · 1933 · 1934 · 1935 · 1936 · 1937 · 1938 · 1939 · 1940 · 1941 · 1942 · 1943 · 1944 · 1945 · 1946 · 1947 · 1948 · 1949 · 1950 · 1951 · 1952 · 1953 · 1954 · 1955 · 1956 · 1957 · 1958 · 1959 · 1960 · 1961 · 1962 · 1963 · 1964 · 1965 · 1966 · 1967 · 1968 · 1969 · 1970 · 1971 · 1972 · 1973 · 1974 · 1975 · 1976 · 1977 · 1978 · 1979 · 1980 · 1981 · 1982 · 1983 · 1984 · 1985 · 1986 · 1987 · 1988 · 1989 · 1990 · 1991 · 1992 · 1993 · 1994 · 1995 · 1996 · 1997 · 1998 · 1999 · 2000 · 2001 · 2002 · 2003 · 2004 · 2005 · 2006 · 2007 · 2008 · 2009 · 2010 · 2011 · 2012 · 2013 · 2014 · 2015 · 2016 · 2017 · 2018 · 2019 · 2020-2021 · 2022 · 2023 · 2024 · 2025